# Ryżany (obwód lwowski)
Ryżany (ukr. Рижани) – wieś na Ukrainie, w obwodzie lwowskim, w rejonie złoczowskim. W 2001 roku liczyła 15 mieszkańców.

## Historia
Dawniej część Sokołówki w powiecie brodzkim. W II Rzeczypospolitej wchodziła w skład gminy Sokołówka w powiecie złoczowskim, w województwie tarnopolskim.
Do 2020 w rejonie buskim. 